# Nesselbergsandstein

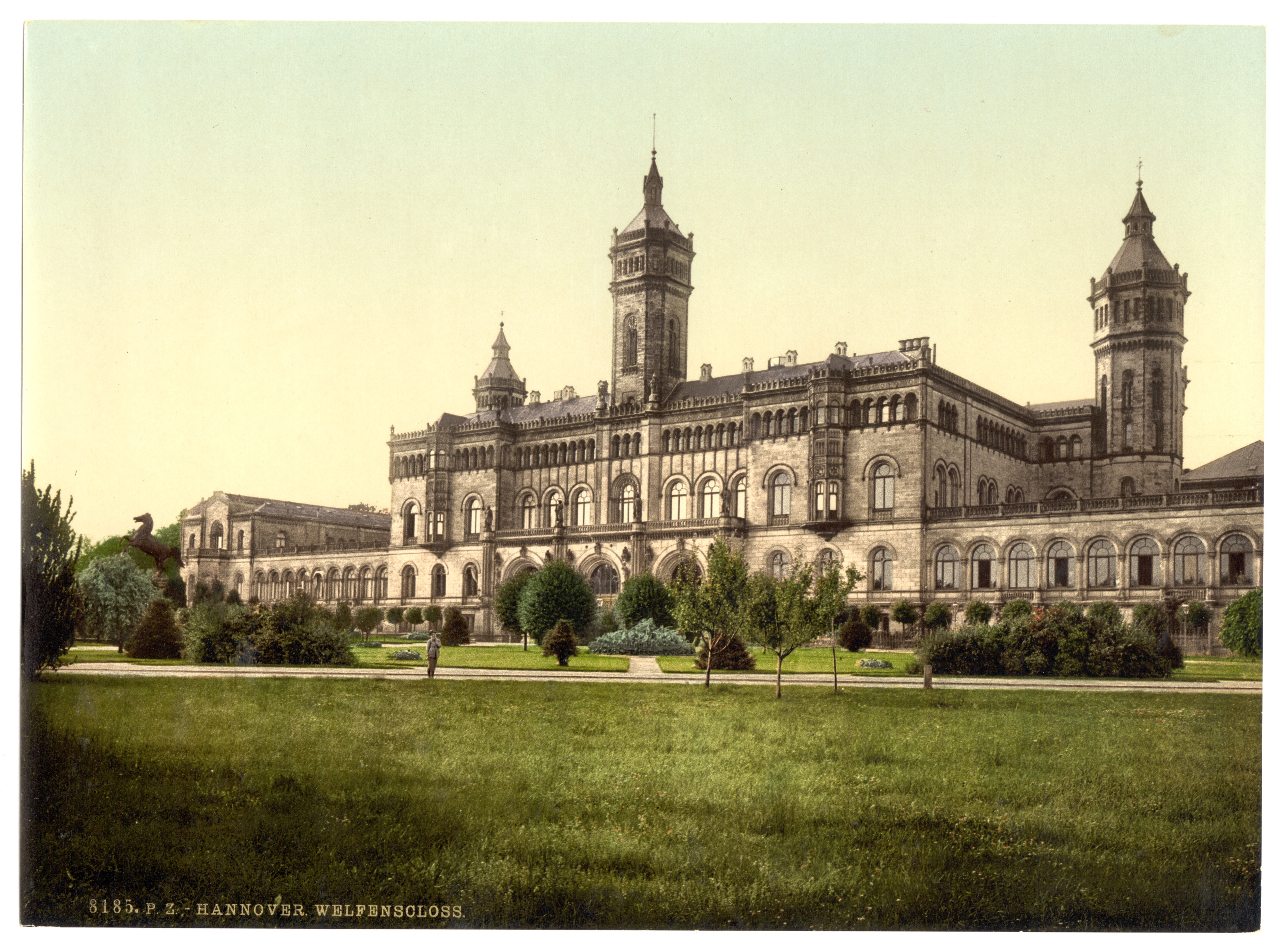
Welfenschloss in Hannover mit Nesselbergsandstein

Der Nesselbergsandstein (auch Nesselberger Sandstein und Nesselberg-Sandstein) kommt in einem Sandsteinvorkommen im Höhenzug Nesselberg bei Hameln in der Umgebung des Ortes Altenhagen I, einem Stadtteil von Springe in Niedersachsen vor. Er gehört zu einer Gruppe von Sandsteinen, den Wealdensandsteinen. Es handelt sich um einen Sandstein der Unteren Kreide. Seit den 1950er-Jahren ist kein Steinbruch mehr im Betrieb. Dieser Sandstein ist in einer Reihe bedeutsamer Bauwerke in Norddeutschland verbaut.

## Mineralbestand
Nach Grimm schwankt dieser Sandstein wie der Süntelsandstein und Deistersandstein von 78 bis 82 Prozent Quarz, 18 bis 20 Prozent Gesteinsbruchstücken, Schwermetallen bis zu 2 Prozent und die Akzessorien unter 1 Prozent. Die Schwermetalle und Akzessorien sind: Zirkon, Rutil, Apatit, Turmalin, Muskovit, Leukoxen und opake Körner. Die Korngröße liegt zwischen 0,06 und 0,4 mm.

## Gesteinsbeschreibung und Verwendung
Der Nesselbergsandstein ist ein tonig-kieseliger Sandstein mit geringen Schiefertoneinlagen. Seine Farbe ist grau, weißlichgrau und hellgrau mit teilweise geflammten Texturen. In diesem Sandstein kommt vor allem Quarz, in eckiger Form, und geringe Glimmeranteile vor. Der Sandstein ist sehr feinkörnig und gleichförmig, sein Porenvolumen ist bedeutend. Es kommen stets Ton, geringste Anteile von Serizit und Kaolin in diesem Gestein vor. Da es sich um räumlich kleines Vorkommen handelt, wechseln die Qualitäten wenig. Die Gesteinsschichten sind 12 bis 15 Meter hoch.
Der Nesselbergsandstein fand bereits im spätmittelalterlicher Zeit Verwendung an profanen und kirchlichen Bauwerken, ferner als Mauerstein, Säule, profilierte Gesimse, Treppenstufen, Denkmäler, Grabmäler und Steinbildhauerarbeiten. Er wurde im Raum Hannover und Hameln vornehmlich verbaut. In Hannover wurde Nesselbergsandstein am Welfenschloss, in Berlin am Reichstagsgebäude eingebaut, die Kirche in Altenhagen I besteht aus diesem Sandstein.
Eine wenig geschätzte Qualität wurde 1904/1906 an der Friedenskirche (Grünau) in Berlin verbaut.
Faziesänderungen auf kleinem Raum resultierten in Qualitätsschwankungen des Werksteins. Petrographische Untersuchungen erfolgten durch die Bundesanstalt für Geowissenschaften und Rohstoffe (Dienststelle Berlin-Spandau).

## Entwicklung der Steinbrüche

Steinbruch bei Altenhagen (1905)

Steinbruchbetrieb am Nesselberg (Leinebergland) ist von 1732 bis 1975 (?) dokumentiert. Der Höhepunkt der Verwendung und der Steinbrüche lag in der Gründerzeit und im Hauptsteinbruch arbeiteten 300 Steinwerker. Bereits 1914 ging den Nachfrage erheblich zurück. 1938 war lediglich ein Betriebe mit der Gewinnung und Verarbeitung mit 50 Steinbildhauern und Steinmetzen im Betrieb, 1948 wurde ein Kleinbetrieb mit 37 Beschäftigten gezählt. Im Jahre 2008 ist kein Steinbruch im Betrieb.
Weitere Sandsteinvorkommen in der Region:
- Deistersandstein
- Obernkirchener Sandstein
- Osterwaldsandstein
- Süntelsandstein